# Valor eficaç
El valor eficaç és en corrent altern el valor quadràtic mitjà o mitjana quadràtica d'un corrent variable i es defineix com el valor d'un corrent rigorosament constant (corrent continu) que en circular per una determinada resistència òhmica pura produeix els mateixos efectes calorífics (igual potència dissipada) que aquest corrent variable (corrent altern). El valor eficaç d'un corrent sinusoidal es mesura per la calor que proporciona una resistència quan passa el corrent per ella, i és equivalent al mateix calor que subministraria una font de corrent continu sobre aquesta resistència.
Com que la intensitat d'aquest corrent variable una funció contínua  i (t)  es pot calcular de la fórmula  (2)  anterior:
{\displaystyle I_{ef}={\sqrt {{1 \over {T}}{\int _{t_{0}}^{T+t_{0}}{i^{2}(t)}\,dt}}}.}
on:
{\displaystyle T} és el període del senyal.
Aquesta expressió és vàlida per qualsevol forma d'ona, sigui aquesta sinusoidal o no, sent per tant aplicable a senyals de radiofreqüència, d'àudio o de vídeo.
En el cas d'un corrent altern sinusoidal (com ho és, amb prou aproximació, el cas de la xarxa elèctrica) amb una amplitud màxima o de pic  I  màx  , el valor eficaç  I  ef   és:
{\displaystyle I_{ef}={\frac {I_{max}}{\sqrt {2}}}}
En el cas d'un senyal triangular amb una amplitud màxima  A  màx  , el valor eficaç  A  ef   és:
{\displaystyle A_{ef}={\frac {A_{max}}{\sqrt {3}}}}
Per al càlcul de la potència eficaç  P  ef   per ser proporcional amb el quadrat de l'amplitud de la tensió elèctrica, per al cas de senyals sinusoidals es té:
{\displaystyle P_{ef}={\frac {p_{max}}{2}}}
De la mateixa manera per a senyals triangulars:
{\displaystyle P_{ef}={\frac {p_{max}}{3}}}

## Derivació del valor eficaç en el domini de la freqüència
El valor eficaç també es pot obtenir a partir dels termes de la sèrie de Fourier, és a dir del contingut harmònic, de qualsevol forma d'ona:
{\displaystyle I_{ef}={\sqrt {I_{0}+{\sum _{n=1}^{\infty }{I_{n}^{2} \over {2}}}}}.}
on {\displaystyle I_{0}} és el valor mitjà del corrent, i {\displaystyle I_{n}} representa l'amplitud de l'harmònic de corrent {\displaystyle n}.
És una pràctica habitual en enginyeria electrònica i enginyeria elèctrica aproximar aquesta expressió amb un nombre d’harmònics finit, agafant només aquells harmònics més significatius.